# Generativiteit
Generativiteit is de wens van ouderen om iets na hun dood voort te brengen dat hen overleeft.
Het woord gaat terug op genereren, 'doen geboren worden' (vgl. het Griekse genesis). Erik Erikson omschreef het als 'de zorg voor het vormen en leiden van de volgende generatie'. Maar het hoeft niet per se nageslacht zijn, maar iets waar 'je naam op staat'.
In de visie van Erikson op de levensloop en zijn ontwikkelingsfasen, krijgt een volwassen mens in zijn zevende, voorlaatste levensfase de opdracht mee om een balans te vinden tussen stagnatie enerzijds en generativiteit anderzijds. In de allerlaatste, achtste levensfase domineert het zoeken naar evenwicht tussen integriteit en wanhoop.